# Бакамбу, Седрик
Седри́к Бакамбу́ (фр. Cédric Bakambu; род. 11 апреля 1991, Витри-сюр-Сен) — конголезский и французский футболист, нападающий испанского клуба «Реал Бетис» и сборной ДР Конго.

## Клубная карьера

### «Сошо»
Бакамбу играл в молодёжной команде «Сошо» с 2006 года. В 2010 году участвовал в финале молодёжного кубка Франции по футболу, где «Сошо» проиграли в серии пенальти «Мецу». Ранее в полуфинале Бакамбу оформил дубль. Дебютировал за «Сошо» в лиге 7 августа 2010 года, в матче против клуба «Арль-Авиньон». Через месяц подписал свой первый профессиональный контракт на 3 года, до июня 2013 года.

### «Бурсаспор»
1 сентября 2014 года перешёл в турецкий клуб «Бурсаспор». Дебютировал за новый клуб 13 сентября 2014 года, в матче лиги против клуба «Генчлербирлиги», вышел на замену на 55-й минуте. Впервые вышел в стартовом составе 23 сентября 2014 года, в матче против «Бешикташа», но был заменён на 69 минуте. Забил первый и второй гол 19 октября 2014 года, в матче против клуба «Эскишехирспор», на 32-й и 53-й минуте соответственно.

### «Вильярреал»
19 августа 2015 года перешёл в испанский клуб «Вильярреал» за 7,4 миллиона евро. Дебютировал 24 августа 2015 года, в матче лиги против «Реала Бетис», выйдя на замену на 61-й минуте.. 28 августа 2015 года оформил свой первый дубль за «Вильярреал» в матче против «Эспаньола». 7 апреля 2016 года забил два гола в ворота пражской Спарты в рамках Лиге Европы. 14 июля 2017 года продлил контракт до 2022 года.

### «Бэйцзин Гоань»
17 января 2018 года Бакамбу расторг контракт с «Вильярреалом», активировав соответствующую опцию в договоре. По данным китайского источника, чтобы обойти налог на легионеров в чемпионате, «Бэйцзин Гоань» прибегнул к услугам сторонней компании. Она предоставила 40 млн евро для того, чтобы Бакамбу воспользовался опцией с «Вильярреалом». Теперь форвард сможет подписать контракт «Бэйцзин Гоань» на правах свободного агента, и клубу не придётся платить Китайской ассоциации футбола 34 млн евро в качестве налога на легионеров.

### «Олимпиакос»
Сезон 2022/23 начал в составе «Олимпика», где провёл три матча в Лиге 1, однако 16 сентября 2022 года перешёл в клуб греческой Суперглиги «Олимпиакос», заключив трёхлетний контракт. Сумма трансфера составила 8 млн евро. 18 сентября дебютировал за «Олимпиакос» в матче Суперлиги против «Ариса», выйдя на замену Юссефу эль-Араби. В следующей игре 2 октября забил свои первые голы за «Олимпиакос», отметившись дублем в матче Суперлиги в ворота «Атромитоса».

### «Галатасарай»
23 июля 2023 года форвард на правах свободного агента присоединился к «Галатасараю», подписав контракт до 2025 года.

## Карьера в сборной
Играл за молодёжные сборные Франции. Дебютировал в товарищеском матче против Камеруна, вышел в стартовом составе, но был заменён на 80-й минуте.
Летом 2019 года на Кубке африканских наций в Египте, Седрик был вызван в состав своей национальной сборной. В третьем матче против Зимбабве отличился двумя забитыми голами, а команда победила 4:0. В матче 1/8 финала его гол на 21-й минуте матча в ворота Мадагаскара помог сборной перевести игру в дополнительное время, однако в серии послематчевых пенальти его команда уступила и покинула турнир.

## Достижения
«Бурсаспор»
- Суперкубок Турции: 2015 (финалист)

«Бэйцзин Гоань»
- Обладатель Кубка Китайской футбольной ассоциации: 2018

## Статистика

### Клубная статистика
| Клуб            | Сезон           | Лига  | Лига | Кубок | Кубок | Международные | Международные | Всего | Всего |
| Клуб            | Сезон           | Матчи | Голы | Матчи | Голы  | Матчи         | Голы          | Матчи | Голы  |
| --------------- | --------------- | ----- | ---- | ----- | ----- | ------------- | ------------- | ----- | ----- |
| Сошо            | 2009/10         | 0     | 0    | 0     | 0     | —             | —             | 0     | 0     |
| Сошо            | 2010/11         | 9     | 0    | 2     | 0     | —             | —             | 11    | 0     |
| Сошо            | 2011/12         | 21    | 3    | 2     | 0     | —             | —             | 23    | 3     |
| Сошо            | 2012/13         | 33    | 8    | 5     | 3     | —             | —             | 38    | 11    |
| Сошо            | 2013/14         | 27    | 7    | 4     | 0     | —             | —             | 31    | 7     |
| Бурсаспор       | 2014/15         | 23    | 13   | 12    | 8     | —             | —             | 35    | 21    |
| Бурсаспор       | 2015/16         | 0     | 0    | 1     | 0     | —             | —             | 1     | 0     |
| Вильярреал      | 2015/16         | 34    | 12   | 3     | 1     | —             | —             | 37    | 13    |
| Вильярреал      | 2016/17         | 26    | 11   | 1     | 1     | —             | —             | 27    | 12    |
| Всего в карьере | Всего в карьере | 173   | 54   | 30    | 13    | 0             | 0             | 203   | 67    |

### Матчи за сборную
| №  | Дата            | Оппонент         | Счёт | Голы | Соревнование              |
| -- | --------------- | ---------------- | ---- | ---- | ------------------------- |
| 1  | 9 июня 2015     | Камерун          | 1:1  | —    | Товарищеский матч         |
| 2  | 6 сентября 2015 | ЦАР              | 0:2  | —    | Отборочные матчи КАН-2017 |
| 3  | 12 ноября 2015  | Бурунди          | 3:2  | —    | Отборочные матчи ЧМ-2018  |
| 4  | 15 ноября 2015  | Бурунди          | 2:2  | —    | Отборочные матчи ЧМ-2018  |
| 5  | 26 марта 2016   | Ангола           | 2:1  | 1    | Отборочные матчи КАН-2017 |
| 6  | 29 марта 2016   | Ангола           | 2:0  | —    | Отборочные матчи КАН-2017 |
| 7  | 25 мая 2016     | Румыния          | 1:1  | —    | Товарищеский матч         |
| 8  | 5 июня 2016     | Мадагаскар       | 6:1  | 2    | Отборочные матчи КАН-2017 |
| 9  | 8 октября 2016  | Ливия            | 4:0  | —    | Отборочные матчи ЧМ-2018  |
| 10 | 5 января 2017   | Камерун          | 0:2  | —    | Товарищеский матч         |
| 11 | 16 января 2017  | Марокко          | 1:0  | —    | Финальные матчи КАН-2017  |
| 12 | 29 января 2017  | Гана             | 1:2  | —    | Финальные матчи КАН-2017  |
| 13 | 10 июня 2017    | Республика Конго | 3:1  | 2    | Отборочные матчи КАН-2019 |
| 14 | 1 сентября 2017 | Тунис            | 1:2  | 1    | Отборочные матчи ЧМ-2018  |
| 15 | 5 сентября 2017 | Тунис            | 2:2  | —    | Отборочные матчи ЧМ-2018  |
| 16 | 7 октября 2017  | Ливия            | 2:1  | 1    | Отборочные матчи ЧМ-2018  |

Итого: сыграно матчей: 16 / забито голов: 7; победы: 8, ничьи: 4, поражения: 4.